# Elsloo (Limburgo)

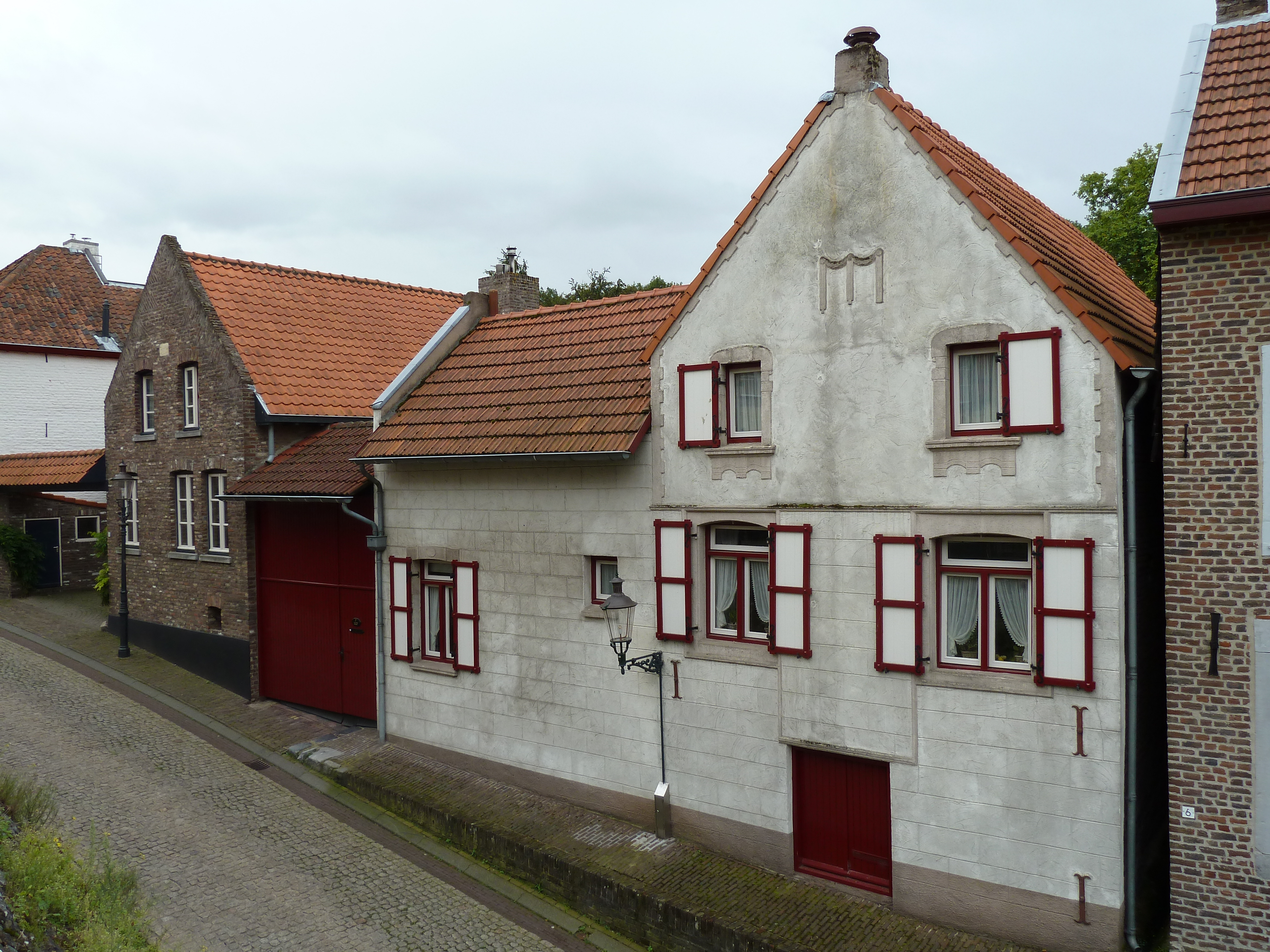
Elsloo: edifici storici sul Maasberg

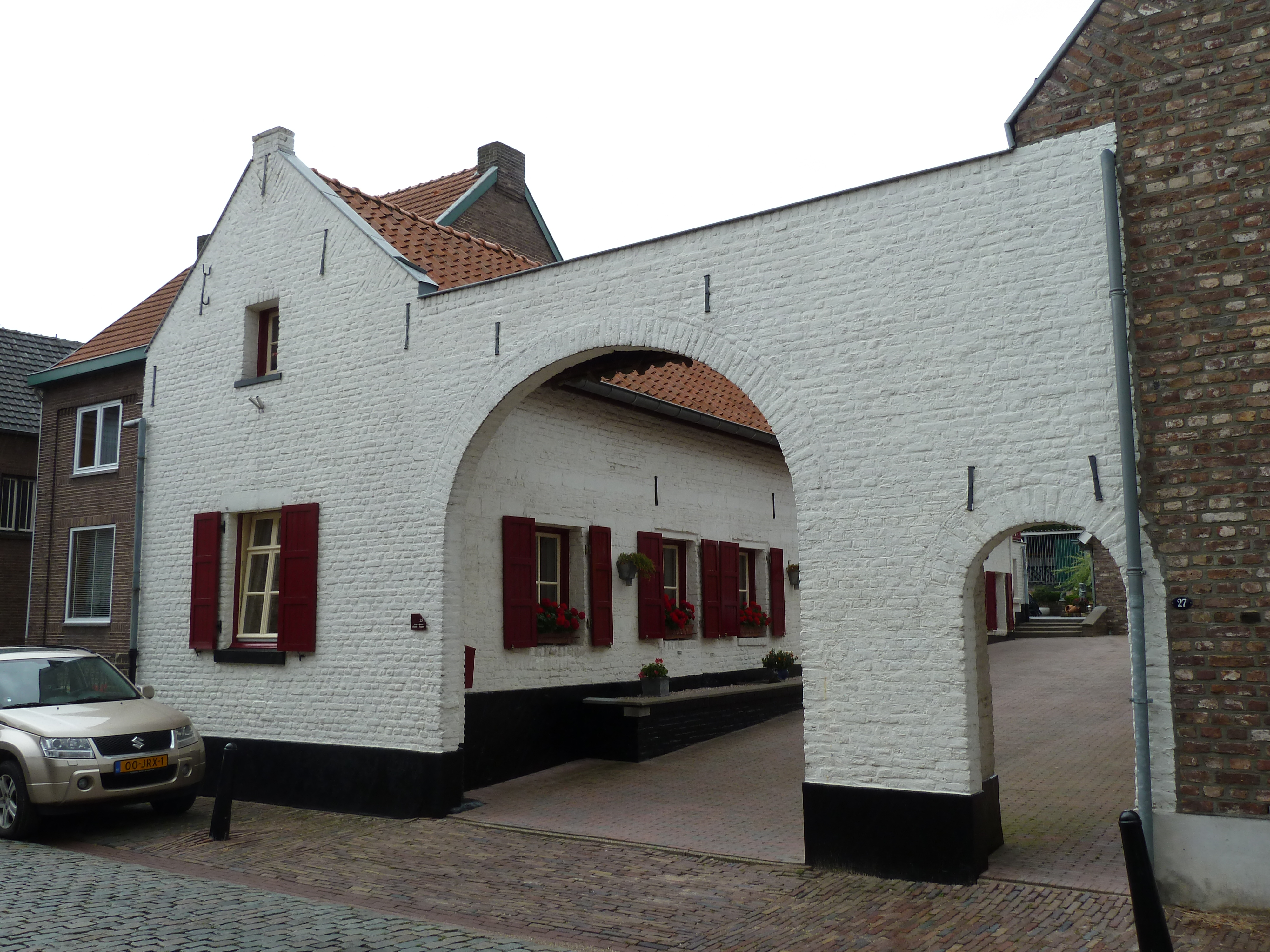
Elsloo: edifici storici nella Dorpstraat

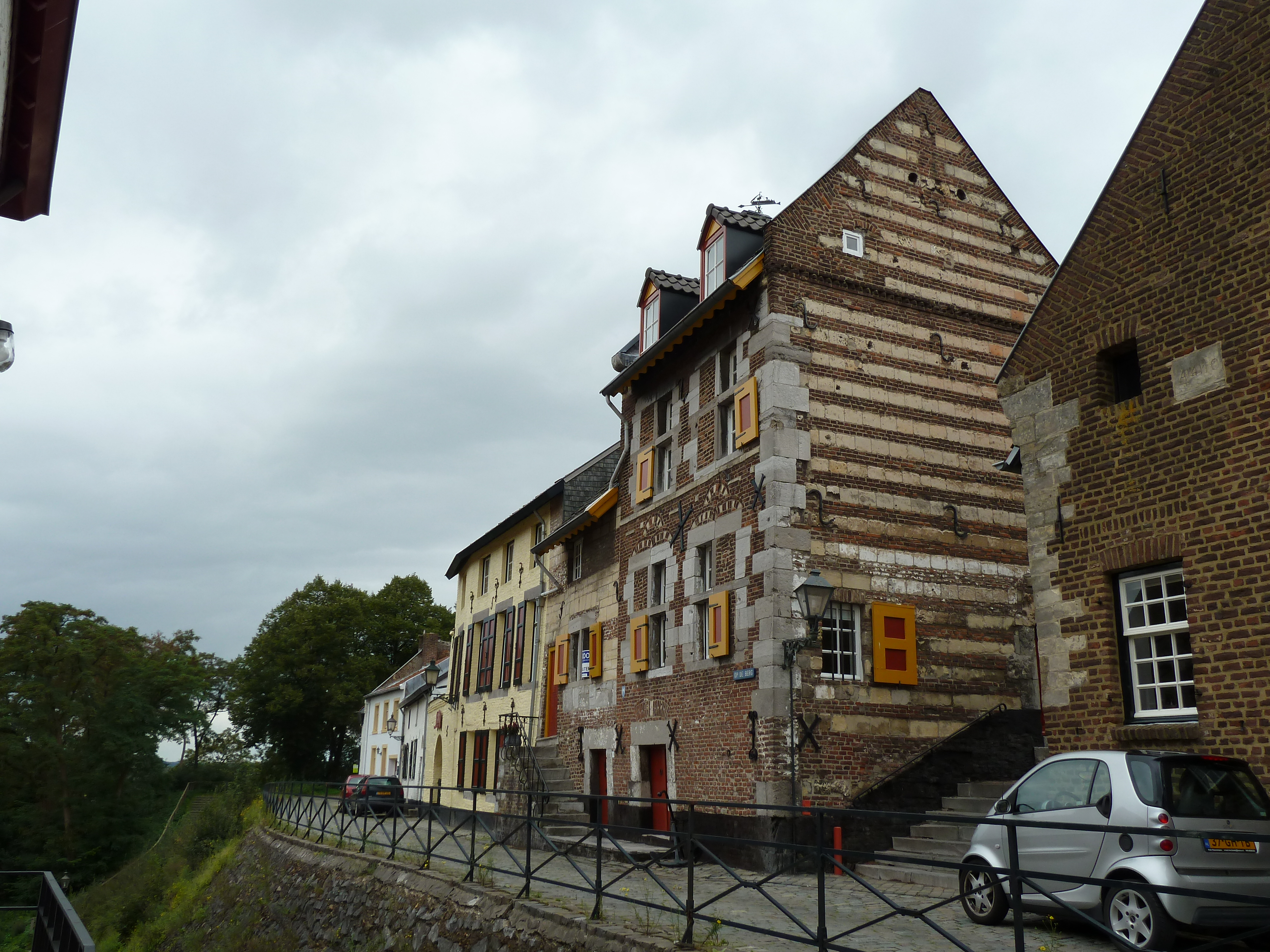
Elsloo: edifici storici nella zona Op de Berg

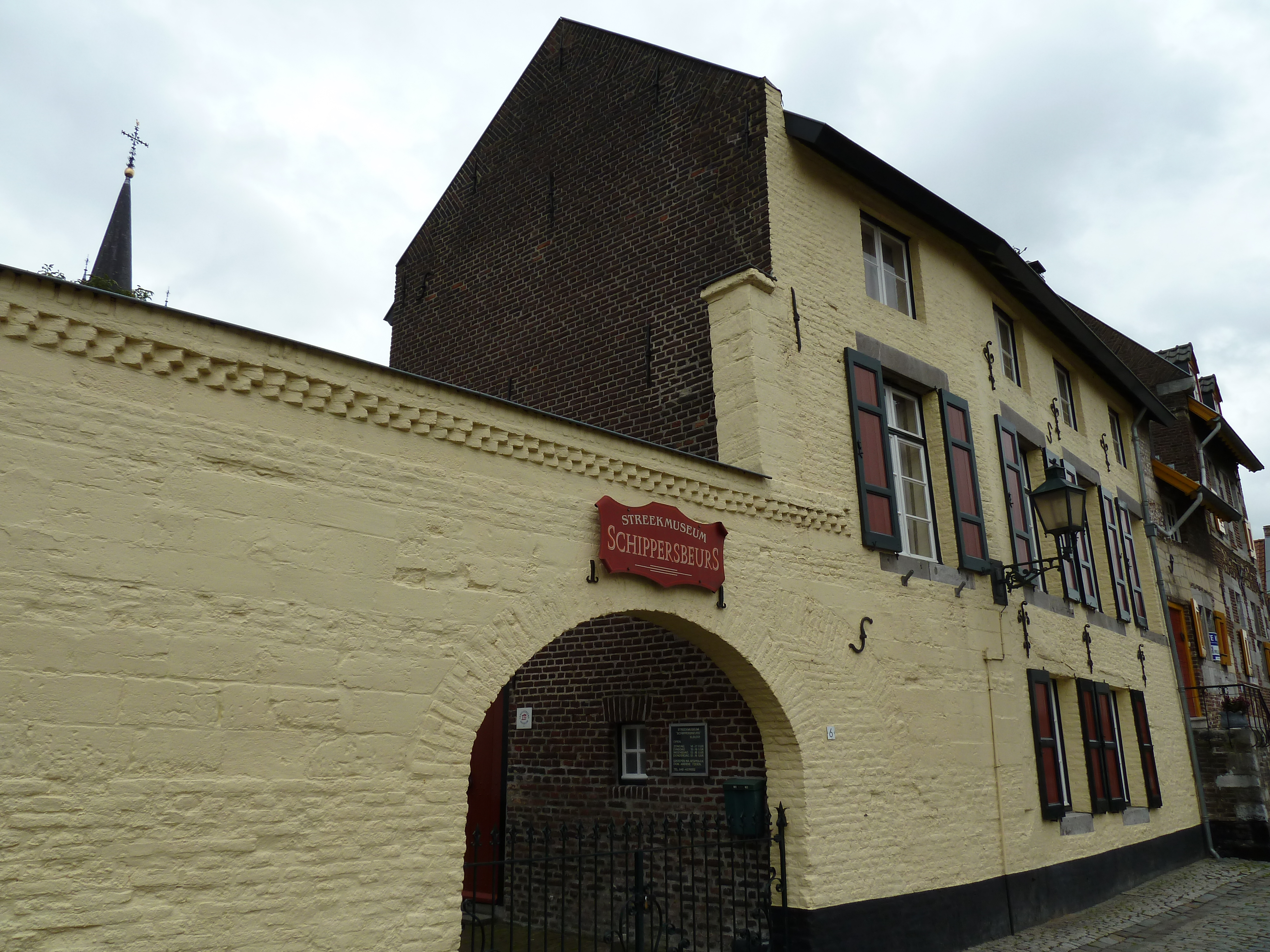
Elsloo: altri edifici storici nella zona Op de Berg

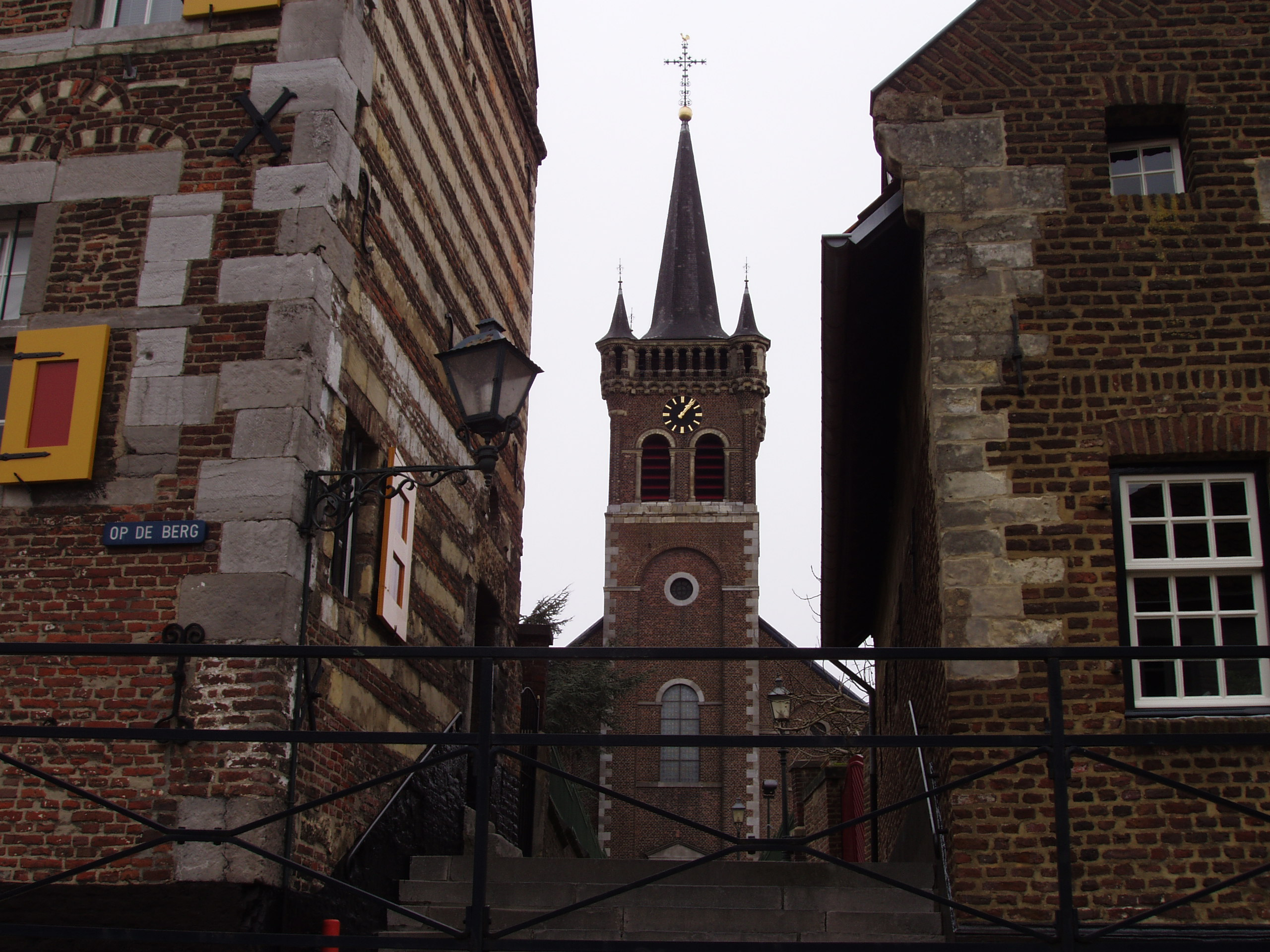
Elsloo: Chiesa di Sant'Agostino

Elsloo (in limburghese: Aelse) è una località di circa 7.200 abitanti del sud-est dei Paesi Bassi, facente parte della provincia del Limburgo e situata nella regione nota come Westelijke Mijnstreek e lungo il corso del fiume Mosa, al confine con il Belgio. Dal punto di vista amministrativo, si tratta di un ex-comune, dal 1982 inglobato (in gran parte) nella municipalità di Stein.

## Geografia fisica
Elsloo si trova nella parte sud-occidentale della provincia del Limburgo, a nord/nord-est di Maastricht e tra le località di Stein e Beek (rispettivamente a sud della prima e a nord-ovest della seconda).

## Origini del nome
Il toponimo Elsloo, attestato anticamente come Elisla (XII secolo), Eleslo (1111) ed Elso (1122), è formato dai termini medio olandesi els, che significa "ontano" (alnus), e lo, termine che indica un "bosco in un alto terreno sabbioso".

## Storia

### Dalla fondazione ai giorni nostri
I primi insediamenti umani in loco risalgono al 5.000 a.C., ad opera di popolazioni appartenenti alla cultura della ceramica lineare.
La prima menzione della località risale tuttavia al 964 in un documento dell'arcivescovo di Colonia.
In seguito, Elsloo passò sotto il controllo dell'abbazia di San Pantaleone di Keulen e successivamente (a partire dal XII secolo) sotto il controllo dell'abbazia di Floresse (Vallonia).
Intorno al 1150, i signori di Elsloo costruirono una fortezza, di cui ora rimangono solo alcuni resti. In seguito, fu costruita una fortezza completamente nuova.
Tra il XIV e il XV secolo, Elsloo divenne una signoria. La signoria di Elsloo fu controllata da vari casati, tra cui quello di D'Arberg de Valengin (XVII secolo).
Tra il 1450 e il 1600, Elsloo subì varie inondazioni, causate dall'esondazione del fiume Geul, che un tempo sfociava in loco nella Mosa.
Nel 1982 Elsloo cessò di essere un comune a sé stante: gran parte del territorio comunale (780 ettari con 8.205 abitanti) andò a far parte della municipalità di Stein, mentre una piccola parte (40 ettari con 30 abitanti) fu inglobata nella municipalità di Beek.

### Simboli
Nello stemma di Elsloo è raffigurata la Vergine Maria con il Bambin Gesù.
Nella parte inferiore dello stemma, sono raffigurati due stemmi, tra cui quello dei signori di Elsloo, di colore giallo e rosso.

## Monumenti e luoghi d'interesse
Elsloo vanta uno dei centri storici meglio conservati dei Paesi Bassi  e 26 edifici classificati come rijksmonumenten.

### Architetture religiose

#### Chiesa di Sant'Agostino
Tra i principali edifici religiosi di Elsloo, figura la chiesa di Sant'Agostino, costruita tra il 1848 e il 1849 su progetto di J. Dumoulin.
|  |

### Architetture civili

#### Castello di Elsloo
Altro edificio storico degno di nota è il castello di Elsloo, costruito nella forma attuale nel XVII secolo sulle rovine dell'antica fortezza (di cui rimane la torre) e ora trasformato in hotel.
|  |

## Società

### Evoluzione demografica
Al 1º gennaio 2015, la popolazione stimata di Elsloo era pari a circa 7.260 abitanti.

## Cultura

### Musei

#### Streekmuseum Schippersbeurs
Nell'ex-Schipperbeurs, un edificio di inizio XVII secolo in stile rinascimentale, trova posto lo Steekmuseum, un museo di storia locale, dove sono esposti, tra l'altro, manufatti della cultura della ceramica lineare.

## Geografia antropica

### Suddivisioni amministrative
Buurtschappen
- Catsdorp
- Terhagen